# Rhinolophus hillorum
Rhinolophus hillorum — вид рукокрилих родини Підковикові (Rhinolophidae).

## Поширення
Країни проживання: Камерун, Гвінея, Ліберія, Нігерія. Популяцій цього виду були зареєстровані в печерах гірських і низинних вологих тропічних лісів.

## Загрози та охорона
Колонії перебувають під загрозою вирубки лісів. Поки не відомо, чи вид присутній в будь-якій з охоронних територій.
За даними МСОП з 2004—2008 роки вид мав статус «загрозливий».